# Facundo de la Torre
Facundo de la Torre (também Fernando de la Torre) (1570 - 25 de setembro de 1640) foi um prelado católico que serviu como arcebispo de Santo Domingo (1631–1640).

## Biografia
Facundo de la Torre nasceu em Sahagún, Espanha, e foi ordenado sacerdote na Ordem de São Bento. A 17 de julho de 1631, foi nomeado pelo Rei da Espanha e confirmado por Urbano VIII a 2 de janeiro de 1632 como Arcebispo de São Domingos. Em setembro de 1632, foi consagrado bispo por Fernando Valdés Llano, bispo de Teruel, em Madrid, com Francisco Olivares Maldonado, bispo auxiliar de Toledo, e Timoteo Pérez Vargas, arcebispo emérito de Bagdá como co-consagradores. Serviu como arcebispo de São Domingo até à sua morte no dia 25 de setembro de 1640.
Enquanto bispo, foi o consagrador principal de Juan Alonso de Solis y Mendoza, bispo de Porto Rico.